# Kevin Pabst

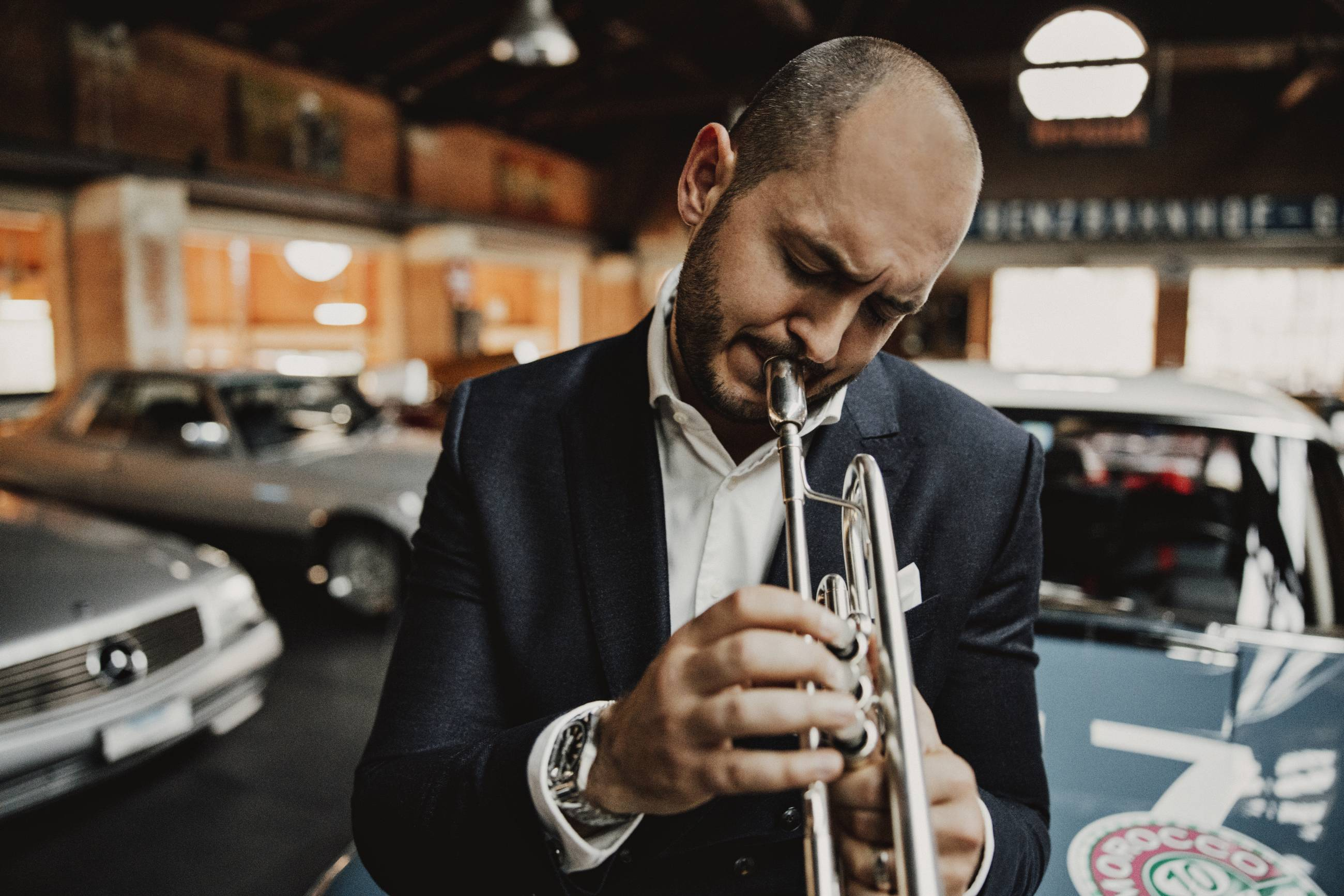
Kevin Pabst (2022)

Kevin Pabst (* 19. März 1991 in Lörrach, Baden-Württemberg) ist ein deutscher Trompeter.

## Leben
Kevin Pabst nimmt seit seinem neunten Lebensjahr Trompetenunterricht.
Er machte im Sommer 2010 sein Abitur u. a. auch im Fachbereich Musik und begann anschließend seinen Zivildienst in einem heimischen Krankenhaus. Im August 2011 begann Pabst bei einer regionalen Sparkasse ein duales Hochschulstudium an der DHBW Lörrach mit der Fachrichtung Finanzdienstleistung.

### Musikalische Karriere
Kevin Pabst gewann 2003 im Alter von zwölf Jahren den ersten Preis beim Regionalwettbewerb „Jugend musiziert“ für Trompete und Flügelhorn. Im gleichen Jahr hatte er seine ersten Auftritte als Solist mit den Zillertalern, Florian Silbereisen sowie Oliver Thomas und Gaby Baginsky. Es folgten Auftritte in TV- und Radiosendungen sowie Gala-Auftritte im In- und Ausland.
2006 wurde Kevin Pabst durch den Bund Deutscher Blasmusikverbände zum „Musikmentor“ ernannt. 2007 ging er mit Gaby Albrecht auf Weihnachtstournee, in deren Verlauf Komponist und Produzent Walter Geiger auf ihn aufmerksam wurde. 2008 produzierten sie gemeinsam Kevin Pabsts Debütalbum „Kevins Melody“. Hierauf folgten Gastspiele bei Konzerten von Semino Rossi und Hansi Hinterseer und Auftritte als Vorkünstler der Amigos. 2010 entstand das Album „Ein Traum ist frei“, an dem auch die Münchner Philharmoniker mitwirkten.
Als musikalischer Botschafter der Stiftung „Singen mit Kindern“ unterstützt Kevin Pabst zudem Schirmherrin Sonja Gräfin Bernadotte in ihrem sozialen Engagement mit einer CD-Single, welche er 2011 zusammen mit dem Sänger Reiner Kirsten und den Aurelius Sängerknaben Calw einspielte.
Seit 2012 arbeitet Pabst mit der Gesangsgruppe Die Jungen Tenöre unter dem Slogan „Strahlende Klänge“ zusammen.
Mit dem Titel Beglück die ganze Welt (Coverversion des Toreroliedes aus der Oper Carmen mit anderem Text) trat Pabst mit der Gesangsgruppe Die Jungen Tenöre im Juni 2013 in der ARD-Sendung Immer wieder sonntags auf. Mit dem Weihnachtstitel Der Stern von Bethlehem (deutschsprachige Coverversion von The First Noël) wurden sie 2013 in die Sendung Heiligabend mit Carmen Nebel im ZDF eingeladen.
Im Jahre 2016 veröffentlichte Pabst das Album #weltreise, das von seinem neuen Produzenten Florian Schäfer aus Wien in Zusammenarbeit mit Walter Geiger produziert wurde. 2019 folgten das Programm und das Album #zeitreise.
Kevin Pabst begleitete Eva Lind und die Gruppe Stimmen der Berge auf der Trompete. 2017 und 2019 ging Kevin Pabst mit dem Tenor Paul Potts auf Tournee.
2018 trat er gemeinsam mit dem Berliner Tenor Ilja Martin und der Sängerin Ella Endlich im ZDF bei Heiligabend mit Carmen Nebel auf, in der er den Titel Stille Nacht, heilige Nacht als Finale der Show präsentierte.
2022 war Kevin Pabst bei Galakonzerten der Elblandfestspiele Wittenberge zu Gast, wo er gemeinsam mit dem Filmorchester Babelsberg den Titel „What A Wonderful World“ spielte. Im Dezember 2022 trat er mit dem Orchester Ronny Heinrich bei einem Weihnachtskonzert im Kammermusiksaal der Berliner Philharmonie auf. Zum Jahreswechsel 2022 spielte er mit weiteren Künstlern, u. a. dem Prime Orchestra aus Charkiw und Paul Potts, ein Silvesterkonzert auf dem Stuttgarter Schlossplatz.

## Alben (Auswahl)
- 2008: Kevins Melody, Downtown Records
- 2010: Ein Traum ist frei, Ganser & Hanke Media (Membran)
- 2011: Golden Melodies – Nur das Beste (Shop24-Box mit 72 Titeln)[8]
- 2016: #weltreise, digital
- 2019: #zeitreise, digital

## Auszeichnungen
- 1. Preis beim Deutschen-Musikrat-Regionalwettbewerb Jugend musiziert
- Musikmentor des Bundes Deutscher Blasmusikverbände